# 루빅스 클락
루빅스 시계(Rubik's Clock)는 크리스토퍼 C. 위그스(Christopher C. Wiggs)와 크리스토퍼 J. 테일러(Christopher J. Taylor)가 발명하고 특허를 받은 기계식 퍼즐이다.  헝가리의 조각가 이자 건축학 교수인 Ernö Rubik은 자신의 이름으로 제품을 판매하기 위해 그들로부터 특허를 구입했다. 1988년에 처음 시판되었다.
루빅스 시계(Rubik's Clock)는 양면 퍼즐 로 각 면에는 9개의 시계가 표시된다. 퍼즐의 각 모서리에 하나씩 4개의 바퀴가 있으며, 각각의 바퀴는 해당 모서리 시계를 직접 회전시킬 수 있다. (모퉁이 시계는 다른 시계와 달리 퍼즐의 양쪽에서 동시에 회전하므로 독립적으로 작동할 수 없다. 따라서 퍼즐에는 14개의 독립적인 시계만 포함되어 있다.)
퍼즐의 양쪽에 걸쳐 있는 4개의 버튼도 있다. 각 버튼은 한쪽이 "in"이면 다른 쪽은 "out"이 되도록 배열된다. 각 버튼의 상태(인 또는 아웃)에 따라 인접한 코너 시계가 앞면 또는 뒷면에 있는 다른 세 개의 인접한 시계에 기계적으로 연결되어 있는지 여부가 결정된다. 따라서 버튼의 구성에 따라 동시에 돌릴 수 있는 시계 세트가 결정된다. 적절한 바퀴를 돌려서.
퍼즐의 목적은 퍼즐 양쪽의 9개 시계를 모두 동시에 12시(직선)에 맞추는 것이다. 그렇게 하는 방법은 양쪽(12시 방향)에 십자가를 만든 다음 모퉁이 시계를 푸는 것부터 시작하는 것이다.
루빅 시계는 17개의 WCA 이벤트 중 하나로 등록되어 있으며, 하나의 퍼즐을 푸는 데 가장 빠른 시간과 5개의 퍼즐을 푸는 데 가장 빠른 평균 시간(가장 느린 시간과 가장 빠른 시간 제외) 기록이 있다.